# Шестерня (Широковский район)
Шестерня́ (укр. Шестірня) — село,
Шестернянский сельский совет,
Широковский район,
Днепропетровская область,
Украина.
Код КОАТУУ — 1225887701. Население по переписи 2001 года составляло 987 человек .
Является административным центром Шестернянского сельского совета, в который, кроме того, входят сёла
Анновка и
Новокурское.

## Географическое положение
Село Шестерня находится на левом берегу реки Ингулец, выше по течению на расстоянии в 3 км расположено село Новокурское, ниже по течению на расстоянии в 1 км расположено село Анновка, на противоположном берегу — село Заградовка.

## Экономика
- ЧП «Незабудка».
- ООО «Шестерня».

## Объекты социальной сферы
- Школа.
- Детский сад.
- Больница.
- Дом культуры.

## Достопримечательности
- Братская могила советских воинов.